# Dédougou
Dédougou è un dipartimento del Burkina Faso, capoluogo della provincia  di Mouhoun, facente parte della regione di Bankui.
Il dipartimento si compone del capoluogo e di altri 37 villaggi: Bana, Bokuy, Boron, Dankuy, Debe, Dédougou, Fakouna, Haperekuy, Kamandena, Kari, Karo, Koran, Kore, Koukatenga, Kouna, Konandia, Lonkakuy, Magnimasso, Makuy, Massala, Naokuy, Oulani, Parade, Passakongo, Sagala, Soakuy, Sokoura, Soukuy, Souri, Tare, Tiankuy, Toroba, Wetina, Worokuy, Yonkuy, Zakuy, Zeoula e Zeoule.